# Winston Morales
Winston Morales Chavarro es un poeta, novelista y periodista colombiano nacido en Neiva, en 1969. Magíster en Literatura hispanoamericana de la Universidad Andina Simón Bolívar de Quito. Profesor de tiempo completo en la Universidad de Cartagena. Su poesía explora la historia del mito y el misterio de la vida humana en textos de hondo calado formal y expresivo. En sus ensayos críticos busca interpretar algunas de las poéticas más importantes del siglo XX en Latinoamérica, entre otras, las de José Antonio Ramos Sucre, Carlos Obregón, César Dávila Andrade y Jaime Sáenz. Sus textos han sido traducidos al francés, inglés, polaco, portugués, alemán, rumano, chino e italiano e incluidos en diferentes antologías nacionales y del exterior. 
Ha impartido lecturas y conferencias en las Universidades de Antioquia, Surcolombiana y Cartagena (Colombia); Szczecin, Cracovia, Varsovia, Wrocław, Racibórz, Zielona Góra y Poznań (Polonia); Harvard, California, Salem, Merrimack y Northern Essex Community College (Estados Unidos); Sonora (México), y Granada (España). 

## Crítica
Winston Morales es un opita universal, creador de un país donde todos, empezando por los cargadores de toallas y fusiles al hombro, deberíamos irnos a vivir, porque allí, igual que en el mundo musical de Macondo, dan ganas de cantar "cuando las palabras toman conciencia de no-ser ante la presencia invisible de tantos espectros". Allí en Schuaima, el planeta país del poeta neivano, se puede sorber con la nariz rizada por el viento el olor de "las faldas invadidas de geranios" de las muchachas que lo habitan y que, como todos sus pobladores, tienen "el corazón muy cerca de la nariz" y cuyo lenguaje hace posible "conversar con las alturas, con las bellotas, con el viento en su estado de pureza, con el cosmos en su armonía milenaria". 
Ignacio Ramírez

También estos poemas se apropian de una personalidad poética avasallante que, como en los demás libros del autor, crea un mundo y defiende los rasgos de ese mundo, pasando por todos los matices del negro y del gris, hasta lograr la textura blanquísima, los giros sublimes, religiosos, místicos, que distinguen a los grandes poetas. En Colombia, un país sin duda difícil, hay poesía de gran altura, y esta es la prueba.
Enrique Serrano López.

Aniquirona: poesía, afluente hacia el misterio, deidad de los sonidos y de la lengua, que puede transmutarse en mujer, en magia o en el fuego de las cosas, pero que será, por esencia, cántico de la naturaleza. ¿Qué río vadear, entonces, para llegar a la orilla, a lo trascendente? Viajar con el poeta por los bosques "de vientos y madreselvas" y de "viejísimos castaños", uncirse en "la ceremonia de las flores" y cortejar la luz "en la respiración del aire". Dejar que para siempre "la voz continua de la lluvia" golpee el camino y abandone al hombre en "la savia de los árboles", a la sombra ancestral de la poesía.
Daniuska González

En sus versos ocurre, está latente la sabia viva de la auténtica poesía.
Adriana Herrera

Con la lectura de estas Memorias de Alexander de Brucco, asistimos a la creación de un mundo que se apoya indiscutiblemente en la mencionada historia sagrada pero que no se define allí. Se precisa ahora a través del poema mismo y de la escritura del verso, la define y defiende el autor mismo a través de sus imágenes, de sus metáforas, a través del lenguaje poético y del tono que alcanza, a través de su mundo propio y de su particular concepción de la historia y el mito. Un libro de poemas que ilumina, que está lleno de luz y de colores y de los matices que se producen cuando la palabra pasa a través del prisma que es el verso.
Santiago Tobón

La incursión por De Regreso a Schuaima, significa ir conquistando territorios en compañía del personaje más encantador y encantado: Aniquirona, la amada de todos los soñadores de la tierra; la idealizada que nos pone en comunicación con los seres que moran más allá del discurrir cotidiano. Este ensimismamiento, el llegar de "Pobladoras" con su despliegue de hermosura cautivando casi hasta el delirio. El espacio que invade al que le sigue con su aroma singular de bosques y jardines, de mares secretos o rocas agresivas, o el desafío subversivo de presencias que se ignoran a pesar de sus deslumbramientos, sostienen el embrujo, la gran orquestación de todos los elementos.
Matilde Espinosa.

En sus Memorias, Brucco-Morales Chavarro logra recrear -y eso le mereció el Premio Nacional de Poesía de la Universidad de Antioquia-, en el mundo poético, personas de sangre y hueso que aman, sufren, luchan y tienen esperanzas; logra arrancarle al mito vida y un nuevo lenguaje.
Hubert Pöppel

## Obra publicada
Poesía
- Aniquirona: poemas, Bogotá, Trilce editores, 1998
- De regreso a Schuaima, Ediciones Dauro, Granada (España), 2001
- Memorias de Alexander de Brucco, Medellín, Editorial Universidad de Antioquia, 2002
- Summa poética: antología personal, Bogotá, Altazor editores, 2005
- Antología, Bogotá, Colección Viernes de poesía, Universidad Nacional, 2009
- Camino a Rogitama, Neiva, Trilce editores, 2010
- La ciudad de las piedras que cantan, Ibagué, Caza de libros, 2011
- Temps era temps, Bogotá, Altazor editores, 2013 (Poemas en francés)
- La dulce Aniquirona, Cartagena, Comunicadores Udec, 2015
- ¿A dónde van los días transcurridos? Bogotá, Universidad de La Sabana, 2016
- El vuelo de los pájaros azules, Poesía, Edición 2018. ISBN 978-958-5451-96-4
- Espejo de obsidiana, Poesía, Universidad de Cartagena, 2023 ISBN  978-958-5439-67-2

Novela
- Dios puso una sonrisa sobre su rostro, 2004
- Tras los hilos de Ariadna, Editorial Universidad Surcolombiana, 2024 ISBN 978-958-8896-81-6

Ensayo
- Poéticas del ocultismo en las escrituras de José Antonio Ramos Sucre, Carlos Obregón, César Dávila Andrade y Jaime Sáenz, Bogotá, Trilce editores, 2008
- La bella despierta y otros textos, Bogotá, Gente nueva editores, 2015
- Acústica del abandono. Dinámicas escriturales en la Universidad de Cartagena (1980-2009), Cartagena, Editorial Universidad de Cartagena, 2016
- Tránsitos y persistencias de lo cotidiano: aproximación hermenéutica a la obra lírica y periodística de Jorge García Usta, Cartagena, Editorial Universidad de Cartagena, 2020

Traducciones
- La douce Aniquirone et D`autres poemes somme poètique (Traducción al francés de Marcel Kemadjou Njanke), 2013
- Where do the elapsed days go? (Traducción al inglés de Luis Rafael Gálvez), 2017
- Słodka Aniquirona (Traducción al polaco de Barbara Stawicka-Pirecka). Primera edición: Talleres de la UAM-Poznan, Polonia, 2017. Segunda edición: Editorial Anagram, Varsovia, 2019. ISBN: 978-83-65554-43-7
- Die Süße Aniquirona (Traducción al alemán de Jeannette Vidoni) Comunicadores Udec, 2018
- Lumina Criptata (Traducción al rumano de Valeria Dumitru) Curtea de Arges-Rumania, Editura Academiei Internationale Orient-Occident, 2018
- The sweet Aniquirona (Traducción al inglés de Luis Rafael Gálvez), 2019
- 日子流逝何方？¿Where do the elapsed days go? (Traducción al mandarín de Lee Kuei-shien), 2020
- 甜美的安妮奇洛娜 The Sweet Aniquirona (Traducción al mandarín de Lee Kuei-shien), 2023
- A Doce Aniquirona (traducción al portugués de Tatiele da Cunha Freitas), 2025

## Premios y reconocimientos
- Primer puesto Concurso Organización Casa de poesía, 1996, Neiva
- Primer puesto Concurso de poesía José Eustasio Rivera en 1997 y 1999
- Primer puesto Concursos departamentales del ministerio de cultura, 1998
- Primer puesto Concurso Nacional de Poesía "Euclides Jaramillo Arango", Universidad del Quindío, 2000
- Primer puesto Concurso Nacional de poesía Universidad de Antioquia, Medellín, 2001
- Segundo puesto Concurso nacional de poesía Ciudad de Chiquinquirá, 2000
- Tercer lugar Concurso Internacional Literario de Outono, Brasil.
- Primer puesto IX Bienal Nacional de Novela José Eustasio Rivera en 2004 con la novela Dios puso una sonrisa sobre su rostro
- Finalista del premio de relato joven "El fungible" 2005, ayuntamiento de Alcobendas, España
- Primer puesto Concurso Nacional de poesía Universidad Tecnológica de Bolívar, Cartagena, 2005
- Ganador de una Residencia artística del Ministerio de Cultura de Colombia y el Foncas de México, 2005
- Ganador del Concurso de Poesía del Instituto de Patrimonio y Cultura de Cartagena (IPCC), 2013
- Ganador del Concurso de Cuento Humberto Tafur Charry, 2013.
- Invitado por Colombia al III Congreso Universal de Poetas Hispanoamericanos, 2014 en Los Ángeles, California
- Premio Internacional de Poesía "David Mejía Velilla", Universidad de La Sabana, 2014, Bogotá, Colombia
- Primer puesto Concurso de ensayo Genaro Díaz Jordán, 2016
- Escritor homenajeado en la XII Ferial Internacional del libro de Lawrence, Massachussets, 2017
- Condecorado por Senadores y representantes a la Cámara del Estado de Massachussets, 2017
- Condecorado por la Alcaldía de Lawrence en el marco de la XII Feria Internacional del libro de Lawrence, Massachussets 2017
- Premio Excelencia 2018 del Círculo de Periodistas del Huila (CPH)
- Orden "Gustavo Hernández Riveros" 2018 de la Alcaldía de Neiva
- Gran Premio Internacional de Poesía Curtea de Argeș-Rumania, 2018
- Orden "Cacique Timanco" de la Asamblea Departamental del Huila, 2018